# Josep Maria de Garganta i Vila-Manyà
Josep Maria de Garganta i Vila-Manyà (Sant Feliu de Pallerols, Garrotxa, 1878 - Olot, 1 de maig 1928) va ser un escriptor, traductor i esperantista català amb una àmplia formació cultural. La seva obra va passar força desapercebuda. El 1897, a només dinou anys, va prendre la direcció del setmanari olotí El Deber.
Publicà les edicions privades Arquimesa (1910), Evocacions (1912) i Hores de col·legi (1920). També escriví poemes amb una clara influència romàntica i parnassiana. Així mateix, traduí poemes de Leopardi, de Joachim du Bellay, de Francis Jammes i d'altres, i publicà (1923) una versió incompleta d'Evangeline, del poeta americà Henry Wadsworth Longfellow.
Va ser un gran defensor i coneixedor de la llengua auxiliar internacional esperanto. El 1911 fa ser un dels fundadors de l'entitat Olota Stelo («Estel olotí»), que tenia la seu a l'Hospici d'Olot. El setembre de 1912 va ser president del IV Congrés Regional Esperantista de la Federació Esperantista Catalana, que es va celebrar a Olot.
El seu fons personal es conserva a l'Arxiu Comarcal de la Garrotxa.